# El hotel infinito de Hilbert

El hotel infinito de Hilbert

El hotel infinito de Hilbert es una construcción abstracta inventada por el matemático alemán David Hilbert. Esta paradoja explica, de manera simple e intuitiva, hechos paradójicos relacionados con el concepto matemático de infinito (más exactamente con los cardinales transfinitos introducidos por el matemático Georg Cantor).
Todas las paradojas de Hilbert describen por medio de un hotel de habitaciones infinitas, cuatro paradojas de las encontradas por Georg Cantor. Numerosas personas han creado historias completas sobre la metáfora de David Hilbert.

## Infinito más uno
Sin embargo, en un hotel de infinitas habitaciones no todo es camino de rosas. Tan pronto se abrieron las puertas de este hotel la gente comenzó a abarrotarlo y pronto se encontraron con que el hotel de habitaciones infinitas se encontraba lleno de infinitos huéspedes, lo cual es un inconveniente muy grave. En este momento surgió la primera paradoja, así que se tomó como medida que los huéspedes siempre tendrían habitación asegurada, pero con el acuerdo previo de que tendrían que cambiar de habitación cada vez que se les pidiera.
Fue entonces cuando llegó un hombre al hotel, pero este se encontraba lleno, por supuesto esto no preocupó al cliente pues en el Hotel Infinito se aseguraba que todos tendrían habitación. El hombre pidió su habitación y el recepcionista, consciente de que no habría ningún problema, tomó un micrófono por el que avisó a todos los huéspedes que por favor revisaran el número de su habitación, le sumaran uno y se cambiaran a ese número de habitación, de esta manera el nuevo huésped pudo dormir tranquilamente en la habitación número 1. Pero, ¿qué pasó entonces con el huésped que se encontraba en la última habitación? Sencillamente no hay última habitación.

## Dos infinitos
Estando el hotel lleno de infinitos huéspedes, llegó un representante de una agencia de viajes, su problema era que tenía una excursión de infinitos turistas que necesitarían hospedarse esa noche en el hotel. Se trataba, por lo tanto, de hacer sitio a infinitos huéspedes en un hotel con infinitas habitaciones, todas ellas ocupadas en aquellos momentos. Pero el recepcionista no tuvo ningún problema en aceptar a los nuevos turistas. Cogió el micrófono y pidió a todos los huéspedes que se mudaran a la habitación correspondiente al resultado de multiplicar por 2 el número de su habitación actual. De esa forma todos los huéspedes se mudaron a una habitación par, y todas las habitaciones impares quedaron libres. Como hay infinitos números impares, los infinitos turistas pudieron alojarse sin más problema, Infinito × 2 = Infinito.

## Infinito número de infinitos
Estando el hotel lleno con infinitos huéspedes, llegó otro representante de la agencia de viajes aún más preocupado que el primero y avisó al primero el gran problema que había ocurrido, ahora la agencia tenía un infinito número de excursiones con un infinito número de turistas cada una. «¡Qué enorme problema se presenta ahora!», pensaban los representantes de la agencia de viajes, ¿Cómo podrían hospedar a un número infinito de infinitos turistas? El recepcionista permaneció inmutable, por lo cual tomó tranquilamente el micrófono y se comunicó con todas las habitaciones y pidió que cada uno de los huéspedes multiplicara por dos el número de su habitación y se trasladaran allí.
Entonces asignó a cada una de las excursiones un número primo (distinto de 2) y a cada uno de los turistas de cada una de las excursiones un número par o impar (t), de manera que la habitación de cada uno de los turistas, se calculaba tomando el número primo de su excursión (p) y elevarlo al número que les tocó dentro de su excursión (t) lo que da {\displaystyle p^{t}}.
Existiendo un número infinito de números primos y un número infinito de números (pares e impares), fácilmente se logró hospedar a un número infinito de infinitos huéspedes dentro de un hotel que sólo tiene un número infinito de habitaciones.